# Firehouse 12 Records
Firehouse 12 Records ist ein unabhängiges US-amerikanisches Jazzlabel.
Das Label Firehouse 12 Records, benannt nach dem gleichnamigen Veranstaltungsort in New Haven (Connecticut), wurde Mitte der 2000er Jahre von dem Toningenieur Nick Lloyd und dem Kornettisten Taylor Ho Bynum gegründet, um „kreative Musik in ihrer ursprünglichen Umgebung zu präsentieren“. Seitdem veröffentlichte das Label Aufnahmen von verschiedenen Formationen Taylor Ho Bynums sowie von Peter Evans, Nicole Mitchell, Mary Halvorson (Dragon’s Head), Carl Maguire, John Hébert, Myra Melford, Tyshawn Sorey, Anthony Braxton und Bill Dixon. Angeschlossen an den Veranstaltungsort ist auch ein Aufnahmestudio, in dem u. a. Alben von Daniel Levin (Blurry) und Joe Morris (High Definition) entstanden.